# Inezia caudata
El piojito coludo (Inezia caudata), también denominado tiranuelo colipinto o tiranuelo pantanero (en Colombia), atrapamoscas pantanero o inezia coluda (en Venezuela), es una especie de ave paseriforme de la familia Tyrannidae perteneciente al género Inezia. Es nativo del norte de América del Sur.

## Distribución y hábitat
Se distribuye desde el noreste de Colombia, hacia el este por el norte de Venezuela, norte y oeste de Guyana, al sur hasta el extremo norte de Brasil, norte de Surinam y de la Guayana francesa.
Esta especie es considerada bastante común en sus hábitats naturales: los bordes arbustivos de bosques secos, matorrales secos, bosques húmedos de tierras bajas, manglares y bosques antiguos muy degradados, hasta los 400 m de altitud.

## Sistemática

### Descripción original
La especie I. caudata fue descrita por primera vez por el zoólogo británico Osbert Salvin en 1897 bajo el nombre científico Capsiempis caudata; su localidad tipo es: «Ourumee, Guyana».

### Etimología
El nombre genérico femenino «Inezia» conmemora a Enriqueta Inez Cherrie (1898-1943) hija del ornitólogo estadounidense autor del género George Kruck Cherrie; y el nombre de la especie «caudata», proviene del latín «caudatus» que significa ‘coludo, de cola larga’.

### Taxonomía
Anteriormente fue tratada como una subespecie de Inezia subflava pero fue separada con base en diferencias de plumaje, del color del iris y especialmente del comportamiento vocal.

### Subespecies
Según las clasificaciones del Congreso Ornitológico Internacional (IOC) y Clements Checklist/eBird se reconocen dos subespecies, con su correspondiente distribución geográfica:
- Inezia caudata intermedia Cory, 1913 – noreste de Colombia (bajo valle del Magadalena, región de Santa Marta y norte de Venezuela (cuenca de Maracaibo, y Portuguesa al este hasta el norte de Anzoátegui).
- Inezia caudata caudata (Salvin), 1897 – centro y este de Venezuela (desde Apure, bajo río Caura, río Orinoco y Delta Amacuro) hacia el este a través de las Guayanas, y norte de Brasil (región del río Branco, en Roraima).